# Lu Hao (Künstler)
Lu Hao (chinesisch 陆昊, Pinyin Lù Hào; * 1969 in Peking) ist ein chinesischer Künstler, der in seinen Werken traditionelle chinesische Malerei mit aktueller Konzeptkunst verbindet.

## Leben und Werk
Lu Hao wuchs in einem Hutong in Peking auf. Bis 1992 studierte er chinesische Tuschmalerei an der Zentralen Hochschule für Bildende Kunst (CAFA) in Peking. Bis 1997 malte er Bilder mit traditionellen Motiven, wandte sich dann aber der Darstellung von chinesischer Tradition und Moderne gleichermaßen zu. Seine ersten Arbeiten im neuen Stil waren digitale Renderings von traditioneller chinesischer Architektur, über mehrere Folgejahre kamen detaillierte Architekturmodelle hinzu.
Lu Hao war schnell in der internationalen Kunstwelt erfolgreich und nahm 1999 mit 30 Jahren erstmals an der Biennale di Venezia teil. Sein Beitrag zur insgesamt eher kritisch aufgenommenen documenta 12, zwei 50 m lange Papierrollen mit einem realistischen Zeichnung der Pekinger Hauptstraße Chang’an Avenue, wurde für seine „erstaunliche Sehschärfe“ gelobt. 2009 kuratierte er zusammen mit Zhao Li unter dem Ausstellungstitel What is to Come den chinesischen Pavillon auf der 53. Biennale di Venezia. Er lebt und arbeitet in Peking.

## Ausstellungen (Auswahl)
- 1999: 48. Kunstbiennale Venedig
- 2001: living in time im Hamburger Bahnhof in Berlin[2]
- 2005–2007: Mahjong – Chinesische Gegenwartskunst aus der Sammlung Sigg, gezeigt im Kunstmuseum Bern, in der Hamburger Kunsthalle und im Museum der Moderne Salzburg[3]
- 2007: China Welcomes You im Kunsthaus Graz (GA)[4]
- 2007: documenta 12, Kassel (GA). Gezeigt wurden die beiden Tuschearbeiten recording 2005 chang’ an street (2005) und recording 2006 chang’ an street (2006)[5]
- 2008: 7. Shanghai Biennale[6]